# Eskualduna

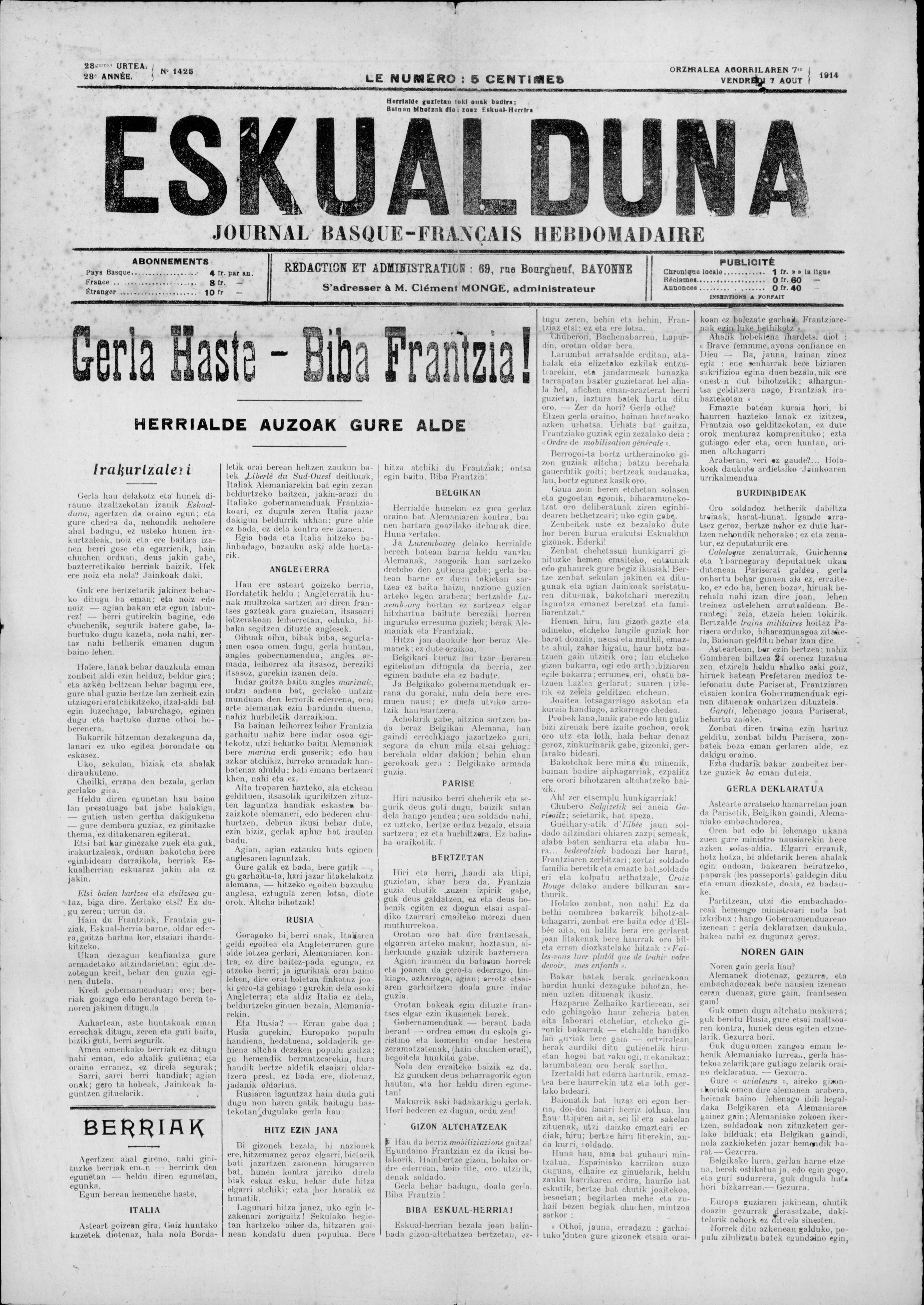
En titre : la Première Guerre mondiale, dans Eskualduna en date du 7 août 1914.

Eskualduna (« Le Basque » en langue basque) est un journal bilingue basque-français créé en 1887 par Louis Etcheverry de Saint-Jean-le-Vieux et qui existera, avec des hauts et des bas, jusqu'en 1944. Résistant aux projets laïques de la IIIe République, Eskualduna prônait le conservatisme face à l'obstination radicale et devint le porte-drapeau de la justice contre l'arbitraire républicain qui menaçait l'euskara (la langue basque).
Pour contrer Le Réveil Basque, journal créé un an auparavant par Martial-Henri Berdoly, Louis Etcheverry, qui plus tard sera député conservateur, crée le journal Eskualduna.
Cet hebdomadaire de Bayonne connut, en considération du public basque potentiel, un succès phénoménal dès les premières années de sa parution, comme le prouve le nombre, très important pour l'époque, de lecteurs abonnés : 850 (1889), 1200 (1890), 5000 (1905), 7000 (1908), etc. Cela permit à la revue de faire prendre de nouvelles habitudes de lecture aux Basques du nord.
On y trouvera des plumes célèbres comme Manex Hiriart-Urruty, Adema Zalduby, Jules Moulier Oxobi, Jean Saint-Pierre, Jean Etxepare Bidegorri et bien d'autres. 
En août 1944, dirigé par Xalbat Arotçarena, Eskualduna, qui avait une position beaucoup trop pro-allemande, fut interdit par les comités de libération. Le Pays basque se retrouva sans hebdomadaire de langue basque et c'est ainsi qu'Herria fut créé.